# Blancoroller

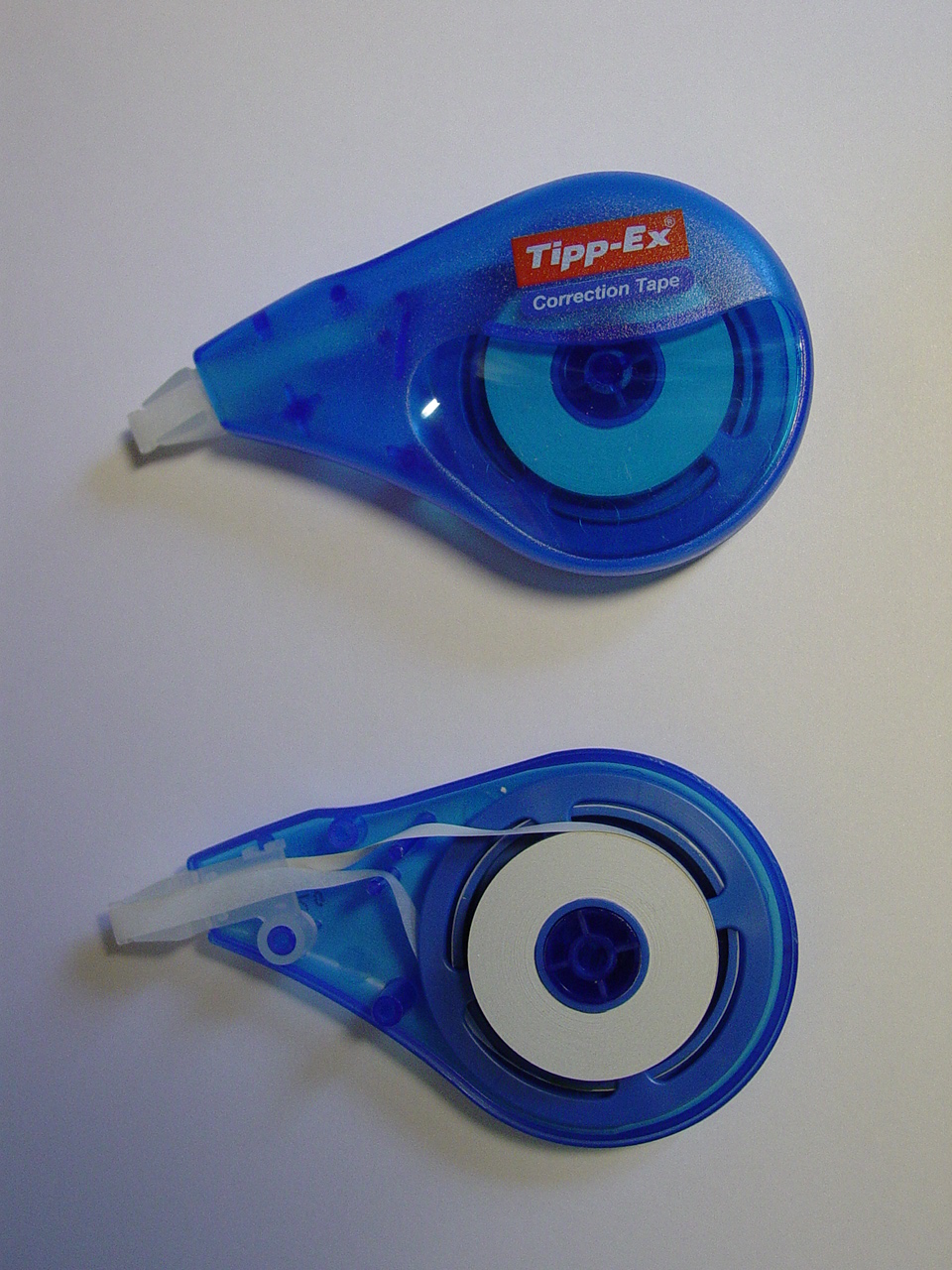
Het binnen- (onder) en buitenwerk (boven) van een blancoroller.

Een blancoroller of correctieroller is een variant van de traditionele correctievloeistof, die voor het eerst in 1965 op de markt verscheen en bekend is komen te staan onder de naam Tipp-Ex. Type-Ex, in een flesje met een kwastje (applictorborstel), of als correctiepen, bevat vloeistof die wordt aangewend om spelfouten en dergelijke te verwijderen uit een tekst. 
Blancoroller gebruikt een lint dat over de spelfout heen wordt geplakt. Door te drukken op en te rollen over de fout, wordt het witte lint op het blad gedrukt, waardoor de fout niet meer zichtbaar is. Hierna kan men de correcte tekst eroverheen schrijven.
Voordelen van correctietape zijn dat er geen vlekken worden gemaakt, omdat het gaat om correctievloeistof die op een lint is vastgemaakt en dat er geen droogtijd is. Een belangrijker voordeel is dat in de verschillende vloeibare samenstellingen lichtontvlambare, toxische stoffen aanwezig waren en ten dele nog zijn, die schadelijk zijn voor de gezondheid en het milieu.